# Supercopa das Ilhas Faroe
A Supercopa das Ilhas Faroe (em faroês: Stórsteypadystur) é uma competição anual disputada entre o campeão faroês e o campeão da copa faroesa da temporada anterior. É o jogo que abre a temporada do futebol faroês.

## História
Foi fundada em 2007 como Lions Cup (por causa da instituição de caridade Lions Club), e toda a renda do jogo é doada para a caridade.

## Edições
| Ano  | Campeão          | Resultado       | Vice-campeão     |
| ---- | ---------------- | --------------- | ---------------- |
| 2007 | B36 Tórshavn     | 1–1 (5–3) (pen) | HB Tórshavn      |
| 2008 | NSÍ Runavík      | 4–0             | EB/Streymur      |
| 2009 | HB Tórshavn      | 3–1             | EB/Streymur      |
| 2010 | HB Tórshavn      | 2–1             | Víkingur         |
| 2011 | EB/Streymur      | 2–0             | HB Tórshavn      |
| 2012 | EB/Streymur      | 2–1             | B36 Tórshavn     |
| 2013 | EB/Streymur      | 1–0             | Víkingur         |
| 2014 | Víkingur         | 2–1             | HB Tórshavn      |
| 2015 | Víkingur         | 3–3 (5–3) (pen) | B36 Tórshavn     |
| 2016 | Víkingur         | 1–0             | B36 Tórshavn     |
| 2017 | Víkingur         | 2–1             | KÍ Klaksvík      |
| 2018 | Víkingur         | 1–1 (3–2) (pen) | NSÍ Runavík      |
| 2019 | Havnar Bóltfelag | 1–0             | B36 Tórshavn     |
| 2020 | KÍ Klaksvík      | 1–1 (5–4) (pen) | Havnar Bóltfelag |
| 2021 | Havnar Bóltfelag | 3–1             | NSÍ Runavík      |
| 2022 | KÍ Klaksvík      | 3–1             | B36 Tórshavn     |
| 2023 | KÍ Klaksvík      | 0–0 (6–5) (pen) | Víkingur         |

## Campeões
| Time        | Títulos | Anos                         |
| ----------- | ------- | ---------------------------- |
| Víkingur    | 5       | 2014, 2015, 2016, 2017, 2018 |
| HB          | 4       | 2009, 2010, 2019, 2021       |
| EB/Streymur | 3       | 2011, 2012, 2013             |
| KÍ          | 3       | 2020, 2022, 2023             |
| NSÍ         | 1       | 2008                         |
| B36         | 1       | 2007                         |